# لیو جینلی
لیو جینلی (انگلیسی: Liu Jinli؛ زادهٔ ۱۶ مارس ۱۹۸۹) ورزشکار کرلینگ اهل چین است.